# 2012年净选盟3.0集会
2012年净选盟3.0集会（Bersih 3.0 rally）是一场由马来西亚社会组织“干净与公平选举联盟2.0”（简称“净选盟2.0”）主办的抗议集会。这场集会在2012年4月28日举行，出席的人数超过10万人。集会参与者原准备在吉隆坡的地标独立广场展开静坐抗议，但因为吉隆坡市政局拒绝开放独立广场，所以集会参与者只能在广场周边的街道行走，最后上万人在街道上席地展开静坐抗议。

## 背景

### 关于净选盟和净选盟2.0
净选盟（全称：干净与公平选举联盟）是于2006年由公民组织和政党合作组成的一个推动选举改革联盟。2007年，净选盟发动了第一场净选盟集会。这场集会之后，净选盟进行内部重组，改称净选盟2.0。净选盟2.0委员会成员不再涵盖政党领袖，委员会成员皆由公民组织领袖担任，主席为当时的律师公会主席安美嘉。净选盟2.0委员会于2011年7月9日发动了净选盟2.0集会，成功号召5万国民参与。
由于净选盟2.0集会所提出的八项选举改革诉求没有得到执政者的全盘落实，委员会认为选委会并没有推动干净与公平选举的诚意，因此他们再度发动群众于4月28日展开净选盟3.0集会抗议。净选盟2.0集会和3.0集会主办方都是净选盟2.0委员会，只是新加入了国家文学家沙末赛益与安美嘉一同担任委员会联合主席。
此外，曾发动绿色盛会2.0、由全马各地反公害团体组成的绿色盛会（Himpunan Hijau）成员也与净选盟2.0委员会合作，将环保课题（如：反莱纳斯稀土厂、反边佳兰石化工业、反武吉公满采金矿工业）带入集会。因此，428集会既是吁求选举改革的净选盟3.0集会，同时也是支持环保的绿色盛会3.0。

### 选举改革八项诉求
| - 清理选民册 - 改革邮寄选票制度 | - 在选举时使用不退色墨汁 - 制定最少21天的竞选期 | - 让参选政党公平接触媒体 - 强化选举机构体制 | - 杜绝贿选 - 杜绝肮脏政治手段 |

### 绿色盛会诉求
- 停止莱纳斯稀土厂

- 禁止或重新评估即有的危险工程和方案

- 确保所有发展计划严格遵守《地球宪章》原则[8]

|  |  |  |  |

## 4月28日集会情况

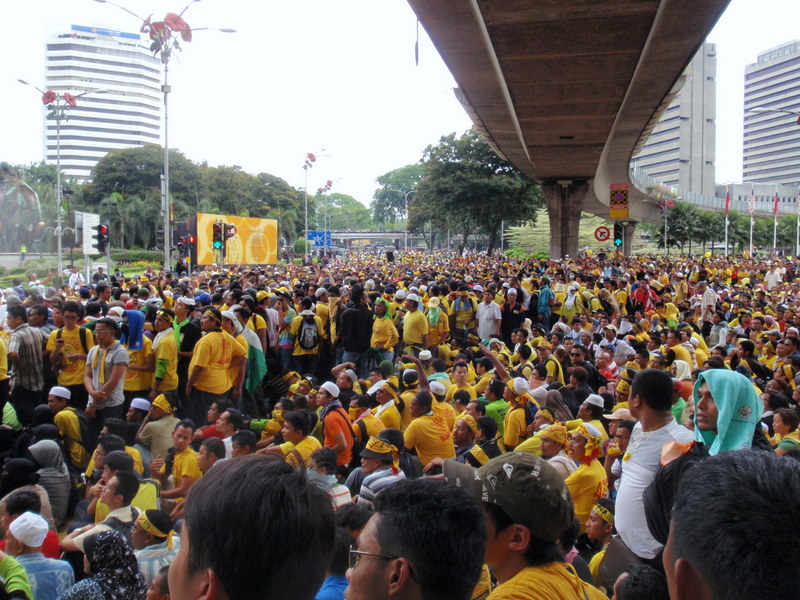
独立广场外围的集会人群

### 吉隆坡独立广场集会
4月28日当天，集会参与者从吉隆坡各个方向前往独立广场。虽然执法单位已经预先封锁了多条主要公路，也暂停了巴士服务，但仍然无阻人潮涌入市中心。在净选盟2.0委员会指定的集合地点如苏丹街、中央艺术坊、国家回教堂、占美回教堂在上午已聚集了数千人，绿色盛会成员在双峰塔公园聚集的人数也有数千人。在人群聚集的地点，有许多警员在街道上筑起人墙驻守观察。
中午12时至1时左右，来自各个聚集点的人群都已互相汇合走向独立广场，这时的集会人数估计已有近5万人。净选盟2.0委员会成员安美嘉、沙末赛益、黄进发、陈玛丽亚等分别在不同地点与群众同行，向群众致词。支持净选盟诉求的国会反对党领袖如安华、哈迪阿旺、林吉祥等也陆续到场给予支持。由于无法进入警方封锁的独立广场，所以参与者在独立广场四周的街道上静坐示威。下午2时30分左右，净选盟宣布全国的集会参与者已达到15万人。3时左右，净选盟主席安美嘉宣布集会成功，呼吁参与者和平解散。
在净选盟宣布集会解散后不久，警方镇暴部队就开始发射水炮和催泪弹。除了接连发射多轮的水炮和催泪弹以外，警方也追逐并逮捕集会参与者，现场有许多人遭到殴打和蹬踏，其中包括新闻工作者。据警方的说法，那是因为有人向警方丢掷物品，并且移开路障强行进入独立广场。不过，净选盟委员会怀疑，有一些身份不明的煽动者混入了集会人群之中，有意制造事端。也有集会参与者认为，公正党领袖涉嫌煽动人群突破路障。这是4月28日集会后所留下的未解谜团。
- 独立广场外围的集会人群
- 封锁独立广场的警力

### 全马各州同步集会

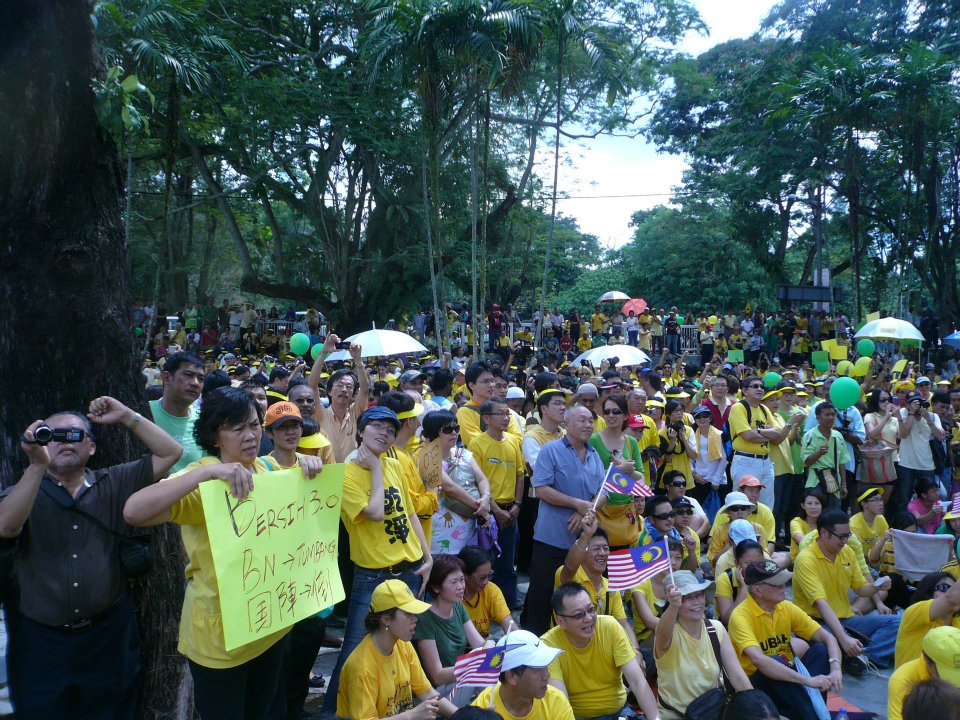
霹雳州怡保的集会者

除了在吉隆坡的集会地点以外，4月28日当天在全马多个州属都有声援净选盟诉求的集会活动。其中在槟城、柔佛新山、沙巴亚庇、砂拉越美里共有万余公众分别聚集在各地的地标场所。另外，在霹雳太平、美罗、彭亨关丹、马六甲、柔佛巴莪等地都有数十至数千人的净选盟集会，执法人员也没有干预集会进行。

### 世界各地同步集会
如同净选盟2.0集会，净选盟3.0集会也得到旅居世界各地的马来西亚公民支持。全球有35个国家85个地点的大马人在4月28日这天举办集会或小型聚会，声援吉隆坡的集会参与者。当天举办集会的城市包括纽西兰奥克兰、威灵顿、基督城；澳洲坎培拉、墨尔本、悉尼、柏斯、阿德莱德、布里斯班和荷巴特；日本东京、大阪；韩国首尔、釜山；中国北京、上海、香港；台湾台北、台南；法国巴黎；德国柏林；英国伦敦；加拿大渥太华；美国洛杉矶、三藩市、纽约、波斯顿、休斯顿等等。